# 10434 Tinbergen
A 10434 Tinbergen (ideiglenes jelöléssel 4722 P-L) a Naprendszer kisbolygóövében található aszteroida. Cornelis Johannes van Houten,  Ingrid van Houten-Groeneveld és Tom Gehrels fedezte fel 1960. szeptember 24-én.